# Baby Baby
"Baby Baby" es una canción de 1995 de la banda italiana Corona. La vocalista fue Sandy Chambers, la verdadera voz detrás de los primeros 2 álbumes de Corona.

## Edición
La canción es en realidad una versión del éxito, "Babe Babe" interpretada originalmente por Joy & Joyce en 1991 también producida por Lee Marrow, y a su vez estaba basada en el coro de "K.I.S.S.I.N.G" interpretada por la cantante Siedah Garrett.              Fue lanzada en febrero de 1995 como el segundo sencillo del álbum debut de Corona en 1993, The Rhythm of the Night. Particularmente dedicado a las pistas de baile, tuvo un gran éxito, alcanzando las posiciones más altas en varias listas de sencillos de todo el mundo. Alcanzó el puesto número uno en Italia y en la lista de baile en Canadá, y el número 5 en el Reino Unido. En 2007, el grupo de danza sueco Sunblock hizo una versión de la canción.

## Críticas
Billboard escribió acerca de la canción: "Follow-up to" Rhythm Of The Night "lanza un Euro/NRG dance/pop similar. Aunque las ondas de radio están ahora inundadas de un tema similar a la marea, esto choca con un coro que es insistentemente contagioso, y se expresa con una energía total de diva del acelerador. "Para ese fin, tanto los aficionados a la radio como a los clubes deberían subirse a bordo temprano".
Gavin report escribió: "A algunos les tomó un tiempo venir a la fiesta en "Rhythm Of The Night", pero estaban contentos con los resultados. Este incansable y excelente seguimiento los mantendrá bailando y creando la mismo emoción".

## Video musical
Se hicieron dos videos musicales diferentes para "Baby Baby", una versión europea y una versión estadounidense. Uno de ellos fue dirigido por Mark Humphrey.

## Personal
- Escrito por Francesco Bontempi y Antonia Bottari.
- Publicado por Many Edizioni Musicali - B. Mikulski Publ. - SFR Music
- Creado, arreglado y producido por Checco y Maurizio Silvestri ITA & Soul Train para una producción de Lee Marrow.
- Diseñado por Francesco Alberti en Casablanca Recordings (Italia)
- 'Lee Marrow Radio Mix' y 'Lee Marrow Extended Mix': edición adicional por Robyx
- 'Robyx Piano Remix Short Edit' y 'Robyx Piano Remix': remezclados y reconstruidos por Robyx
- 'Dancing Divaz Club Mix' y 'Dancing Divaz Rhythm Mix'
  - Remix y edición adicional por producción de Dancing Divaz.
  - Teclados adicionales de Colin Thorpe

## Charts
| Chart                                | Posición |
| ------------------------------------ | -------- |
| Australia (ARIA Chart)               | 7        |
| Austria (Ö3 Austria Top 40)          | 13       |
| Belgium (Ultratop 50 Flanders)       | 46       |
| Belgium (Ultratop Wallonia)          | 23       |
| Canada Dance (RPM)                   | 1        |
| Denmark (IFPI)                       | 4        |
| Europe (Eurochart Hot 100)           | 5        |
| Europe (European Dance Radio)        | 1        |
| Finland (Suomen virallinen lista)    | 6        |
| France (SNEP)                        | 9        |
| Germany (Media Control Charts)       | 41       |
| Iceland (Íslenski Listinn Topp 40)   | 10       |
| Ireland (IRMA)                       | 8        |
| Israel (Israeli Singles Chart)       | 1        |
| Italy (FIMI)                         | 1        |
| Países Bajos (Dutch Top 40)          | 22       |
| Países Bajos (Mega Single Top 100)   | 26       |
| New Zealand (RIANZ)                  | 22       |
| Norway (VG-lista)                    | 7        |
| Scotland (Official Charts Company)   | 3        |
| Spain (AFYVE)                        | 2        |
| Sweden (Sverigetopplistan)           | 10       |
| Switzerland (Schweizer Hitparade)    | 11       |
| UK Singles (Official Charts Company) | 5        |
| UK Dance (Official Charts Company)   | 4        |
| US Billboard Hot 100                 | 57       |
| US Billboard Hot Dance Club Play     | 5        |
| US Billboard Rhythmic Top 40         | 3        |
| US Cash Box                          | 39       |

| Gráfica de fin de año (1995) | Posición |
| ---------------------------- | -------- |
| Italian Single Chart         | 8        |
| Canada Dance (RPM)           | 3        |
| French Singles Chart         | 77       |
| Swiss Single Chart           | 33       |

| Chart                 | Posición |
| --------------------- | -------- |
| Finnish Singles Chart | 4        |
| Dutch Mega Top 100    | 99       |
| Spanish Singles Chart | 1        |
| Swedish Singles Chart | 13       |
| UK Singles Chart      | 16       |